# Larva-arame

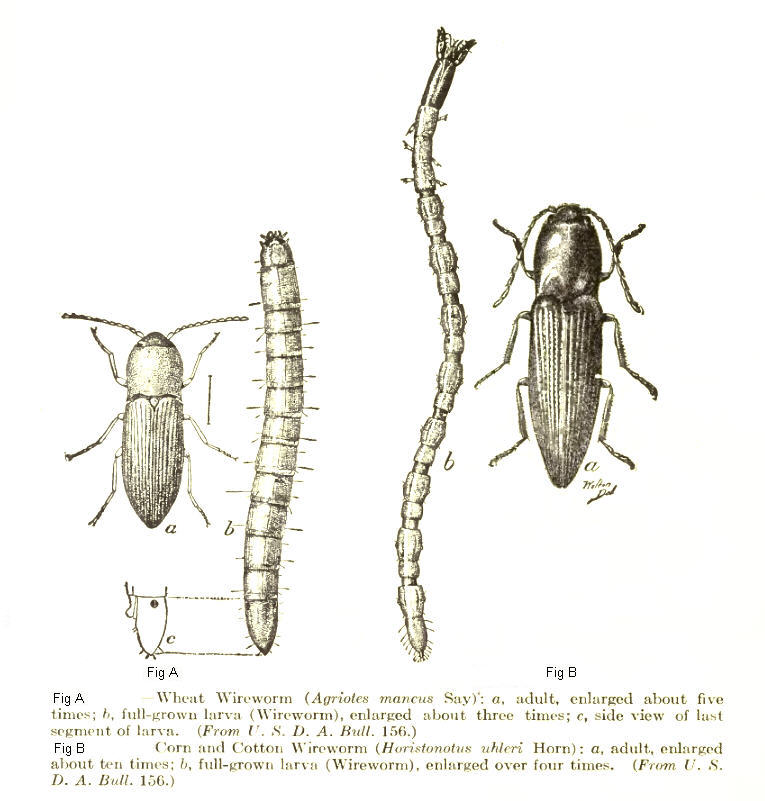
Larvas-arame com as formas adultas correspondentes (esquerda: Agriotes mancus; direita: Horistonotus uhlerii.

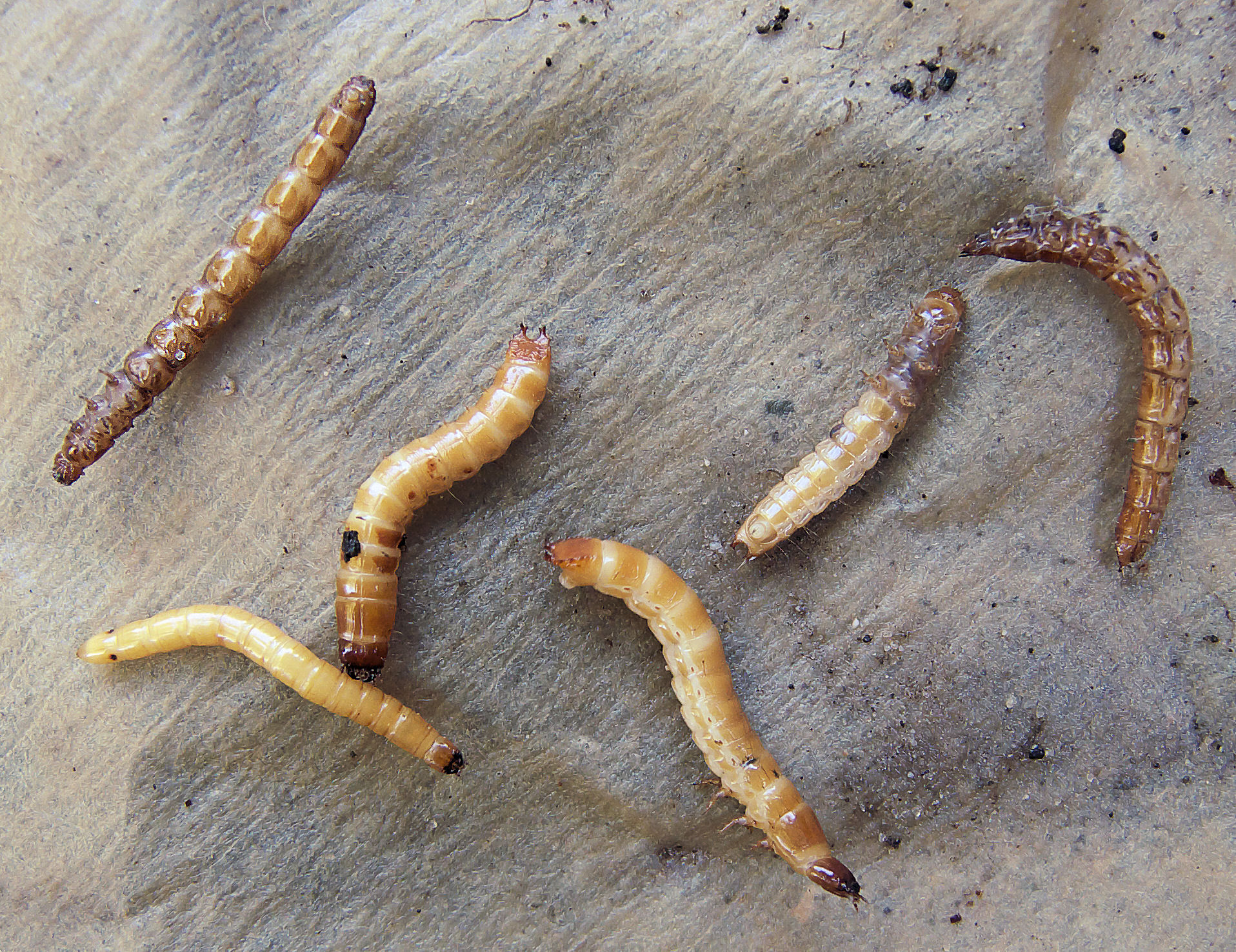
Diversos vermes-arame.

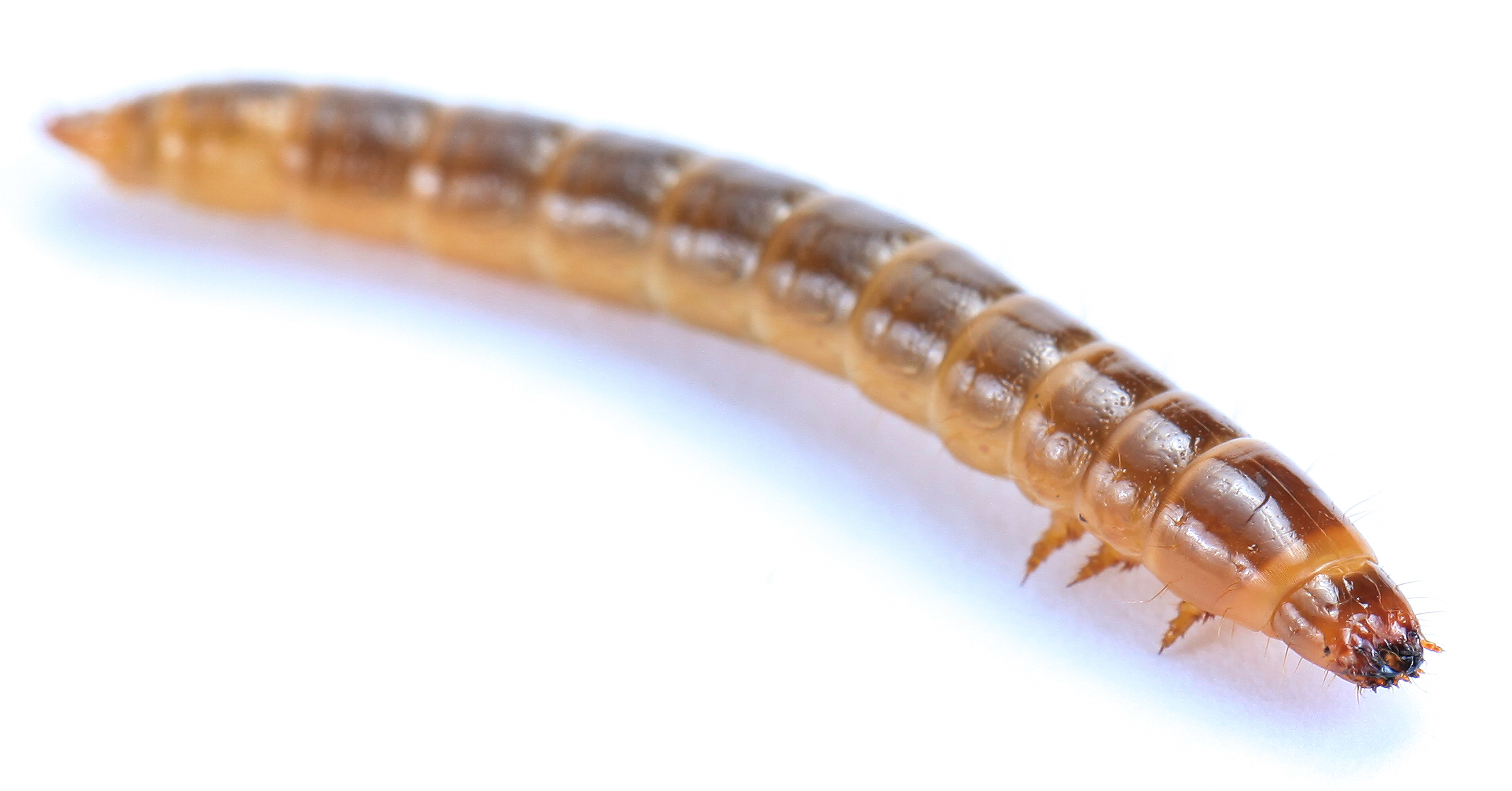
Verme-arame: detalhe da cabeça.

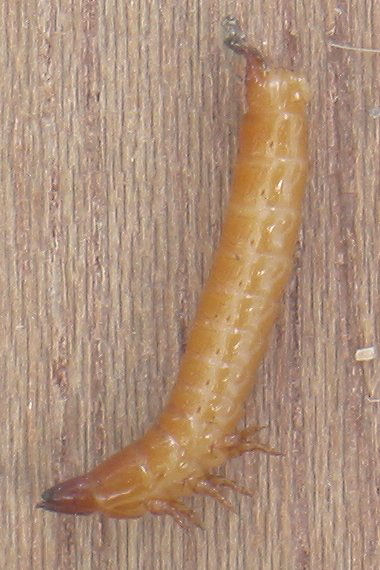
Verme-arame.

Larva-arame ou verme-arame é a designação comum dada em agronomia e zoologia às larvas de diversas espécies de escaravelhos da família dos elaterídeos, especialmente dos géneros Agriotes, Conoderus e Agrypnus, que possuem coloração acastanhada e metâmeros pouco flexíveis e quitinizados. Constiuem sérias pragas agrícolas, especialmente nas culturas de milho, trigo e outros cereais.

## Descrição
Os vermes-arame são as larvas de diversos escaravelhos da família Elateridae, maioritariamente de vida subterrânea, fitófagas que se alimentam das raízes e de outras partes das plantas. A mais comum e mais danosa nos climas temperados e subtropicais é a larva de Agrypnus murinus, que ataca os milhos, mas muitas outras estão presentes em terrenos agrícolas, podendo adquirir significado económico quando o nível de ataque a plantas cultivadas se intensifica.
As larvas-arame são em geral redondas e rígidas, dada a armadura com quitina que as recobre, dando-lhe um aspecto pouco flexível, o que justifica o nome comum de "arame". Apresentam três pares de patas, mandíbulas poderosas e ocelos no topo da cabeça.
Em resultado da forma característica que assumem em cada espécie, o último segmento abdominal (o segmento anal) permite determinar a espécie a que a larva pertence com relativa facilidade. As larvas que vivem na manta morta florestal são em geral carnívoras, predadores de outras larvas e [{pupa]]s e também podem canibalizar larvas da sua própria espécie. A maioria das larvas que vivem no solo é fitófaga.
As larvas de algumas espécies desta família de escaravelhos são consideradas pragas em silvicultura, em agricultura e em jardinagem. Alimentam-se subterraneamente nas raízes das plantas jovens e das plântulas. Em particular, em viveiros florestais e em jardins podem conduzir a danos sensíveis devido à infestação por essas larvas. Em plantações jovens de Pinus sylvestris, por exemplo, a infestação causa o definhamento das agulhas. Mesmo sementes recém-concebidas, tais como bolotas, podem ser comidas pelas larvas.
Em comparação, os danos causados por escaravelhos adultos são insignificantes. Os escaravelhos comem principalmente rebentos jovens de árvores. Vestígios da alimentação dos adultos podem ser descobertos durante os meses de maio, junho e julho.

## Referêncis
- Adolf Horion: Käferkunde für Naturfreunde. Vittorio Klostermann, Frankfurt am Main 1949

## Galeria
Larvas-arame (ilustrações da obra Fauna Germanica de Edmund Reitter):

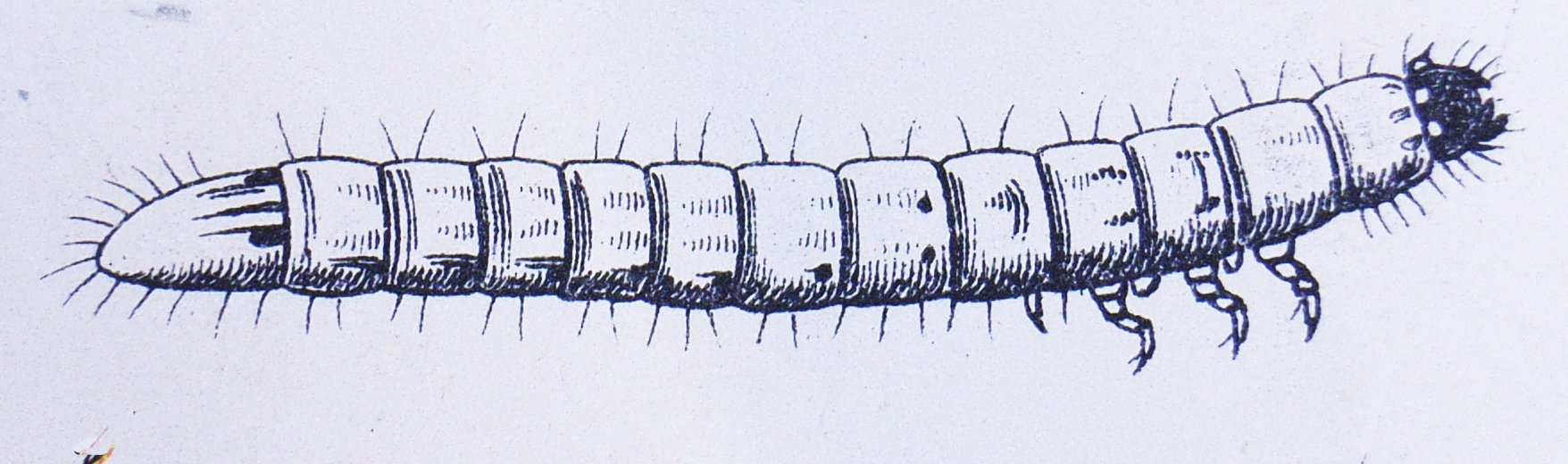
Larva de Agriotes lineatus
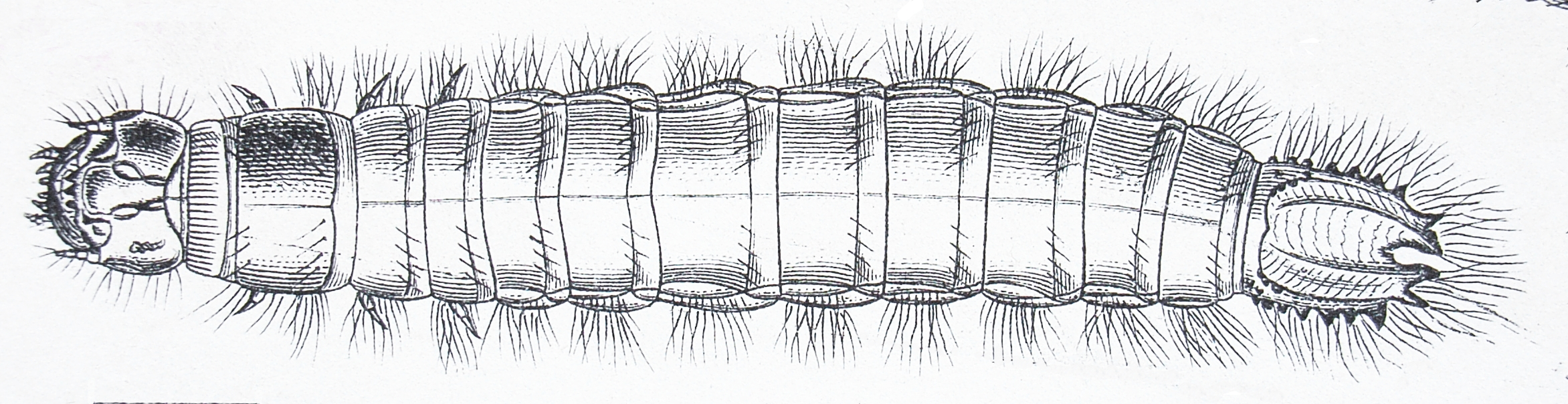
Larva de Agrypnus murinus
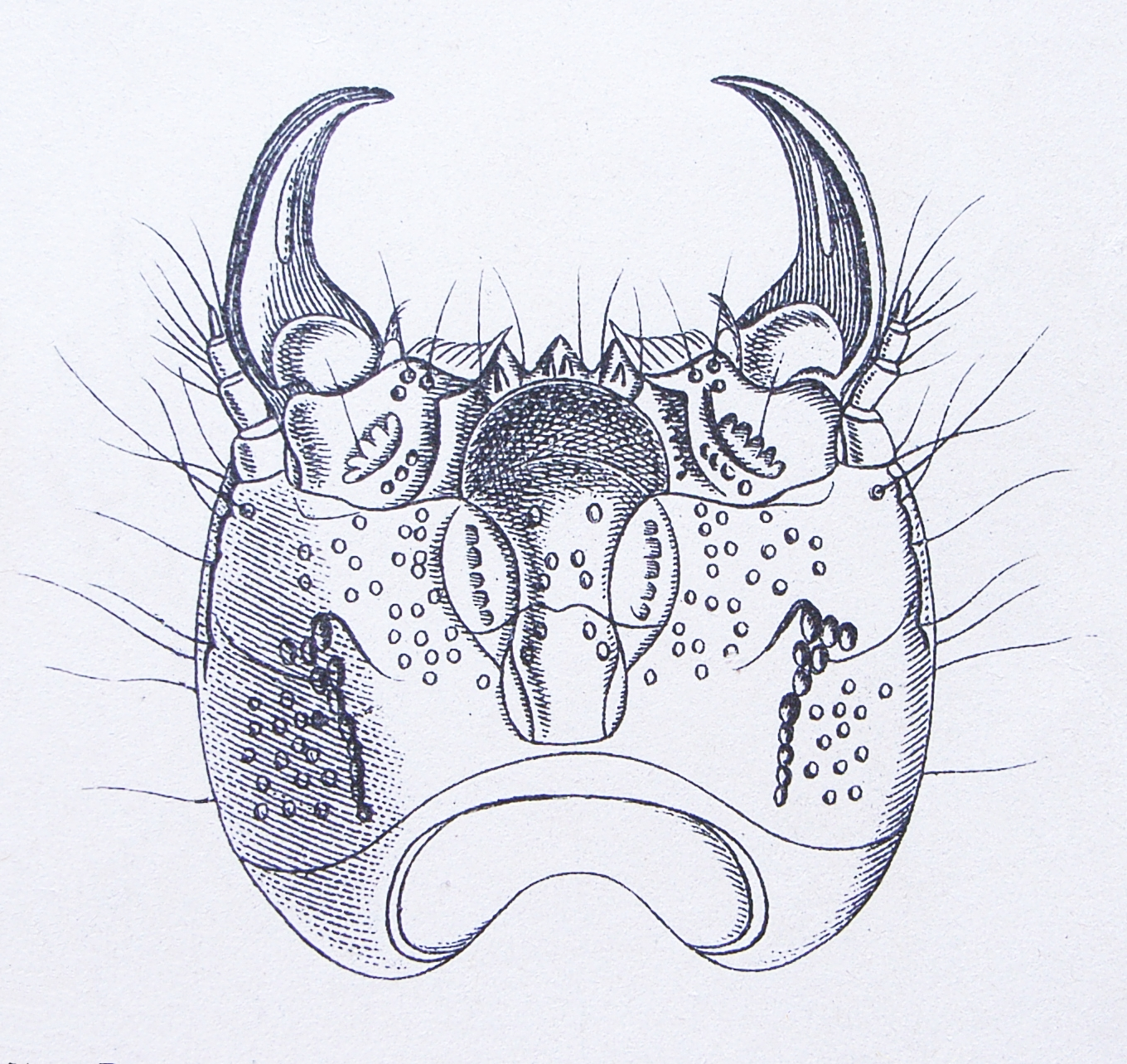
Larva de Agrypnus murinus: face superior
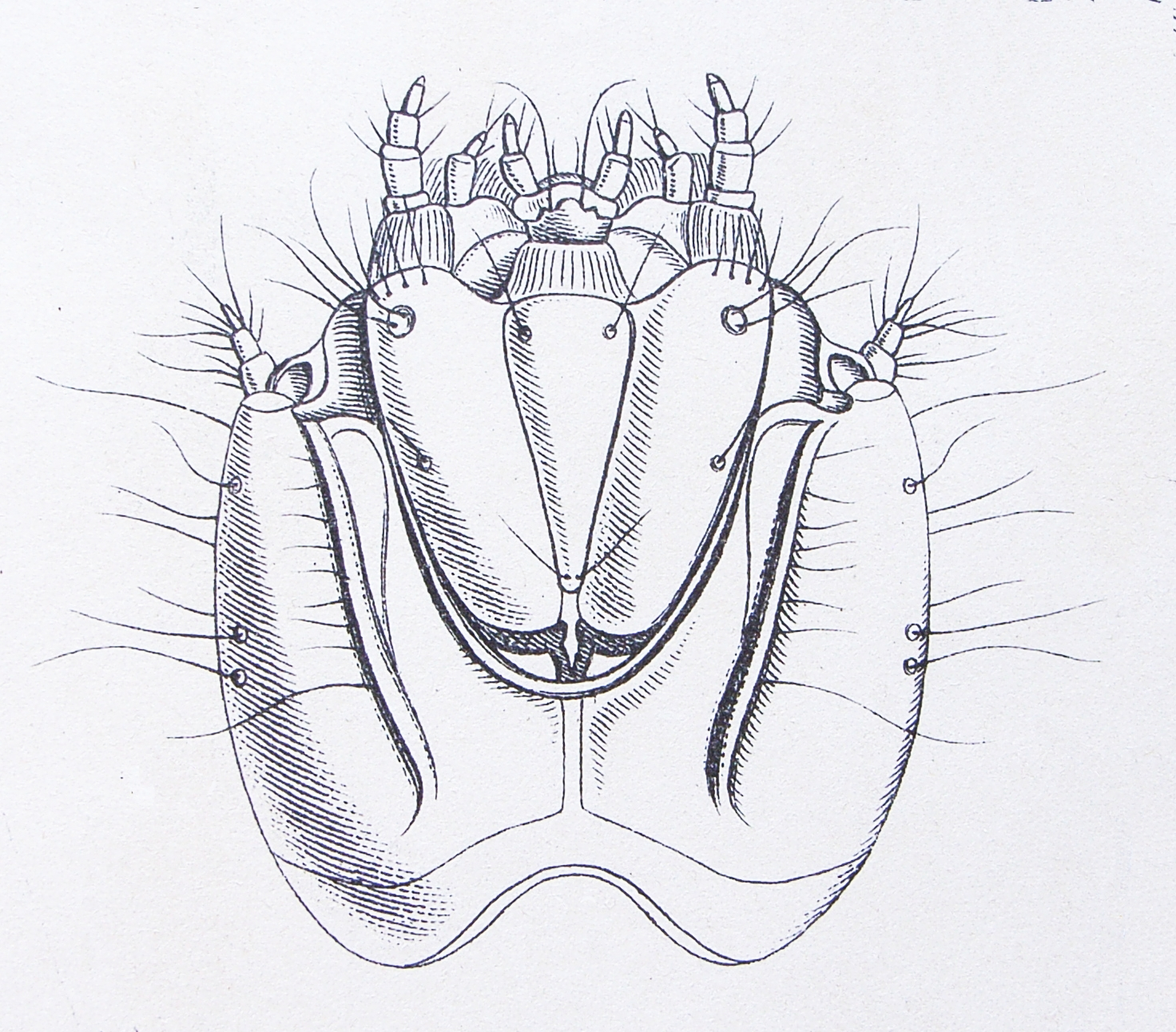
Larva de Agrypnus murinus: face inferior